# Zuiderdam
Die Zuiderdam ist ein Kreuzfahrtschiff der Holland-America Line und das Typschiff der Vista-Klasse.

## Geschichte
Das Schiff wurde als erstes Schiff der aus elf Schiffen bestehenden Vista-Klasse bis 2002 bei Fincantieri in Marghera gebaut. Im Februar 2005 diente das Schiff als Hotelschiff beim Super Bowl in Jacksonville.

## Blockade durch Klimaaktivisten

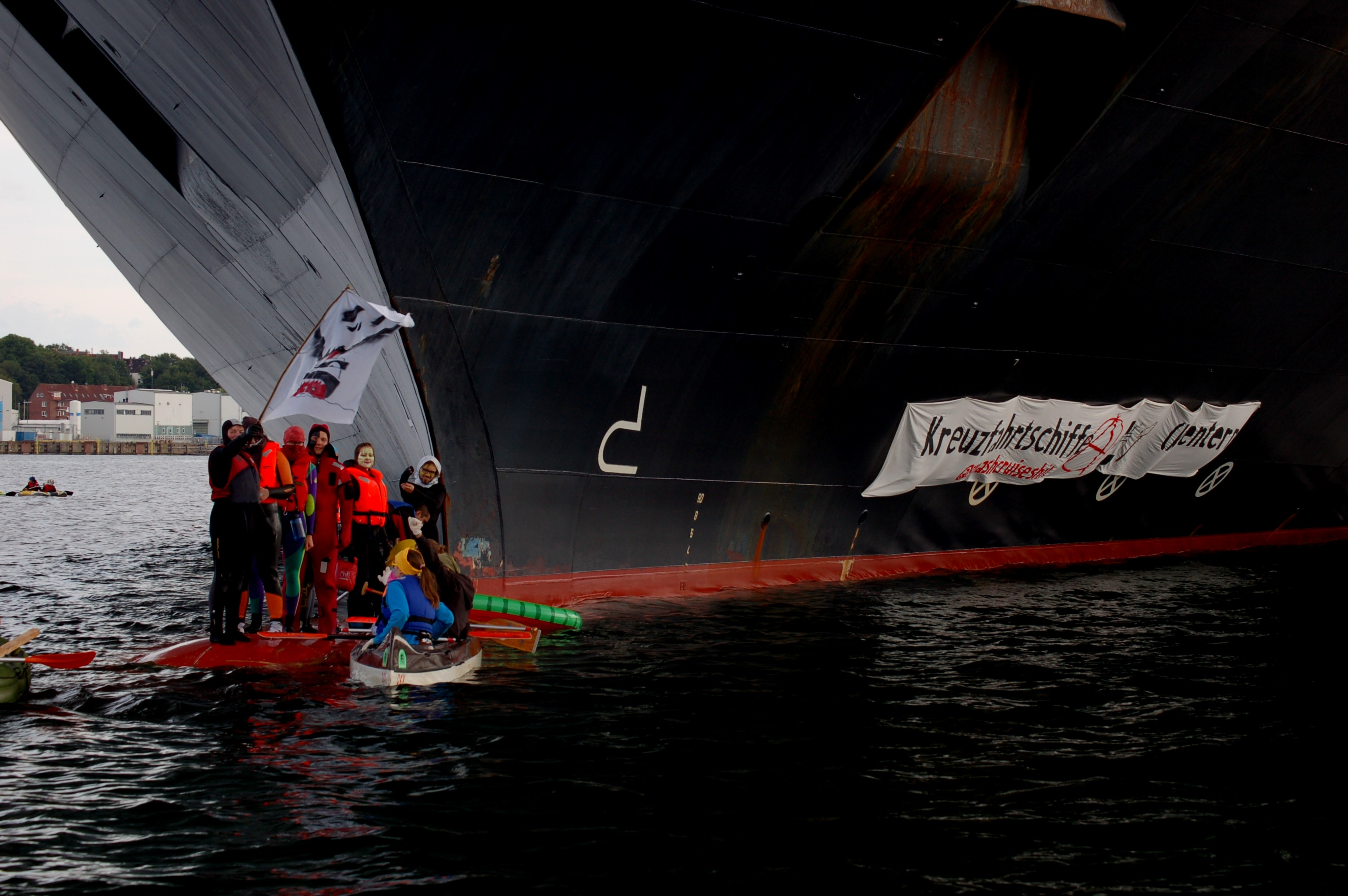
Blockade des Kreuzfahrtschiffes Zuiderdam durch Klimaaktivisten

Durch eine Protestaktion am 9. Juni 2019 verhinderten Klimaaktivisten der Gruppe "SmashCruiseShit" über sechs Stunden das Auslaufen der Zuiderdam aus dem Kieler Kreuzfahrthafen. Indem sie mit Booten vor dem Bug kreuzten und Festmachtaue und einen naheliegenden Baukran erklommen. Sie kritisierten damit die steigenden klimaschädlichen Emissionen durch die Kreuzfahrtbranche, die häufig schlechten Arbeitsbedingungen an Bord und die negativen sozialen und ökologischen Folgen des Massentourismus auf die Zielorte der Kreuzfahrt.